# Przeworsk

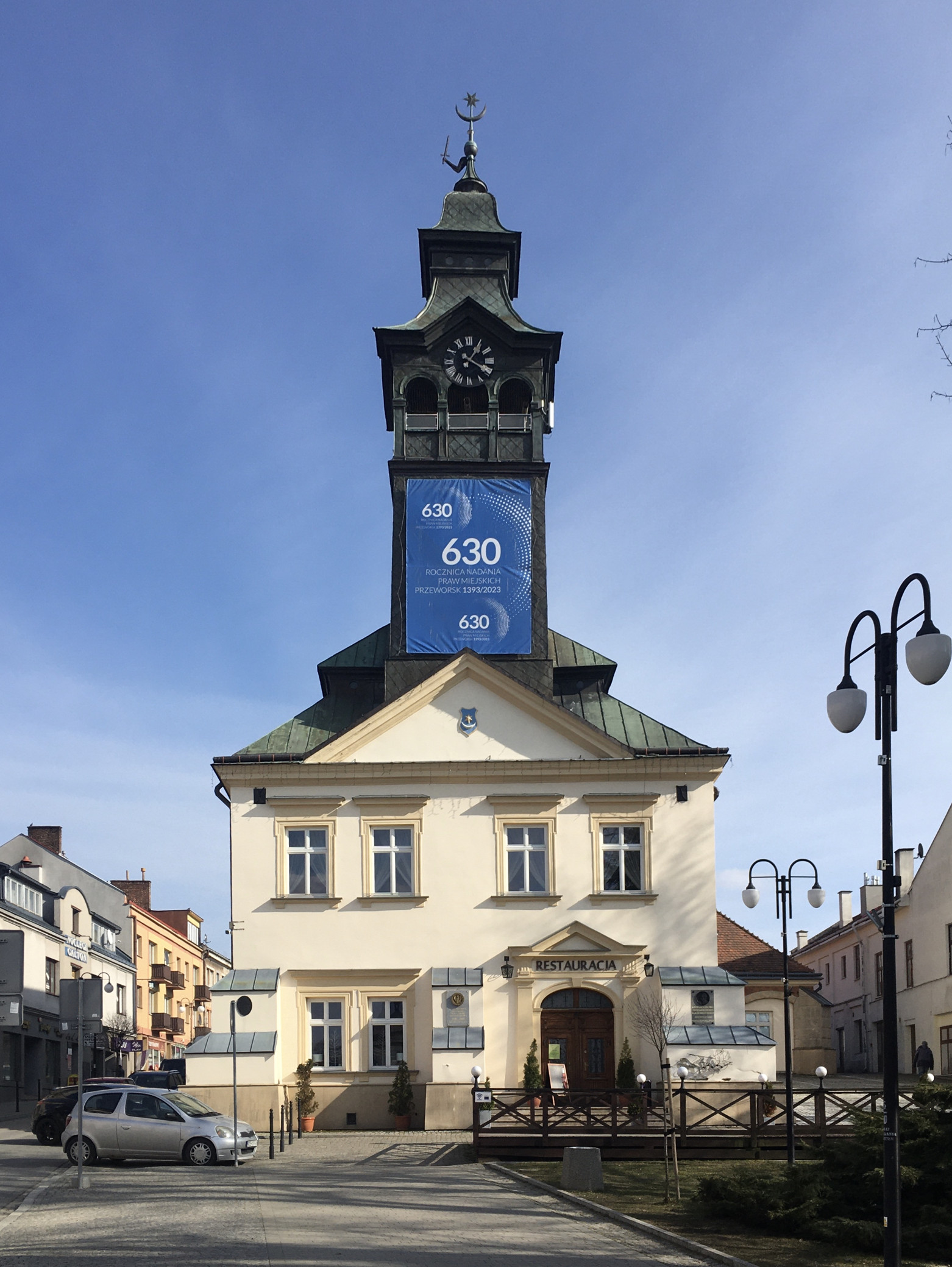
Rathaus

Przeworsk ist eine Stadt in der Woiwodschaft Karpatenvorland in Polen und Sitz des Powiat Przeworski. Sie liegt am nordwestlichen Rand des Rzeszówer Hügellands am Fluss Mleczka und hat etwa 15.700 Einwohner.

## Geschichte
Die Anfänge der Besiedlung reichen zurück bis ins Neolithikum.
Ein Brandgräberfeld in der Nähe der Stadt gab den Namen für die so genannte Przeworsk-Kultur, die sich durch eine besondere Form der Keramik auszeichnete. Träger dieser Kultur waren vermutlich aus historischen Quellen bekannte ostgermanische Stämme wie beispielsweise die Vandalen, Burgunden und Lugier. Die Kultur bestand etwa vom Ende des 3. Jahrhunderts v. Chr. bis zur Mitte des 5. Jahrhunderts n. Chr. 
Für die Zeit um 1000 ist auf dem heutigen Stadtgebiet eine Burg nachgewiesen. Erstmals erwähnt wird der Ort im Jahre 1279 als Город Преорскь und 1281 als Город Переворескь im Zusammenhang mit der Schlacht von Koprzywnica, in der Leszek der Schwarze den ruthenischen Fürsten Leo I. von Galizien bezwang und daraufhin unter anderem die Siedlung besetzte. Der Ortsname war nicht eindeutiger Herkunft, wahrscheinlich vom ukrainischen Appellativ *perewora (polnisch przewora), der einen Wachtturm an einer Kreuzung bezeichnete, mit dem Suffix -sk(o) abgeleitet. Nachdem König Kasimir der Große Rotreußen besetzt hatte, wuchs die Bedeutung von Przeworsko (1387, 1396, 1424) bzw. Prziworsko (1393) als Handelszentrum auf dem Weg von Ost nach West (Via Regia).
Der Ort erhielt 1393 durch König Władysław II. Jagiełło das Stadtrecht verliehen und wurde anfänglich meistens von deutschsprachigen Bürgern aus Schlesien bewohnt (siehe auch Walddeutsche). Der Chronist Maciej Stryjkowski berichtet 1582, er habe selber gesehen, dass die deutschen Bauern bei Przeworsk, Przemyśl, Sanok und Jarosław „tüchtige Landwirte“ seien, jedoch im Gegensatz zu den Sprachinseln um Łańcut und Krosno gibt es keine deutschstämmige Ortsnamen in der Umgebung, sowie keine Überlieferungen über die Andauer der deutschen Sprache um Przeworsk bis in die Neuzeit. Seit dem 15. Jahrhundert war Przeworsk Kreisstadt. Es entwickelte sich Handwerk, wobei vor allem die Weberei eine wichtige Rolle spielte. Die Stadt war nacheinander im Privatbesitz führender polnischer Adelsgeschlechter, der Tarnowskis, Ostrogskis und Lubomirskis.
Mit der Ersten Teilung Polens fiel Przeworsk 1772 an Österreich. 1862 wurde es zur „Königlichen Freien Stadt“ erklärt. Der zeitweilige wirtschaftliche Niedergang durch die Unterbrechung der alten Handelsverbindungen wurde erst durch den Anschluss an das Eisenbahnnetz im Jahre 1859 von Krakau her beendet, zwei Jahre später wurde die Verbindung in die galizische Hauptstadt Lemberg hergestellt. 1892 siedelte sich eine große Zuckerraffinerie in der Stadt an, die sich nun bis zum Ersten Weltkrieg gut entwickelte und sogar zum Sitz einer Starostei wurde. 
Ab 1918 gehörte Przeworsk zum wieder entstandenen polnischen Staat und stellte darin ein nicht unwichtiges Zentrum der Bauernbewegung dar, in dem u. a. massive Streiks gegen die Politik Józef Piłsudskis ausbrachen. 
1934 wurde das Dorf Mokra Strona bzw. Mokra nach die Stadt eingemeindet.
Nach Beginn des Zweiten Weltkriegs marschierte am 9. September 1939 die Wehrmacht in die Stadt ein. Bereits drei Tage später, am 12. September, wurde die aus dem ersten Drittel des 17. Jahrhunderts stammende Synagoge in Brand gesteckt und zerstört. Die jüdische Bevölkerung wurde zwischen Juli und Oktober 1942 in einem Ghetto eingesperrt, bevor sie ins Vernichtungslager Belzec deportiert und dort größtenteils umgebracht wurde. In der Gegend operierten in jener Zeit sowjetische und polnische Partisaneneinheiten.
Von September bis November 1939 war im Ort ein Durchgangslager für polnische Kriegsgefangene mit über 5000 Personen.
Nach 1945 wurde Przeworsk wieder Kreisstadt.

## Landgemeinde
Die eigenständige Landgemeinde (gmina wiejska) Przeworsk besteht aus 13 Ortschaften. Sie hat eine Fläche von 164 km² und 14.851 Einwohner (Stand 31. Dezember 2020).

## Sehenswürdigkeiten
- Spätgotische Heilig-Geist-Basilika mit Heilig-Grab-Kapelle und Kloster des Ritterordens vom Heiligen Grab zu Jerusalem
- St.-Barbara-Kirche mit dem Kloster der Bernhardiner
- Klassizistischer Lubomirski-Palast von 1823 (heute Museum)
- Maria-Schnee-Kirche
- Reste der Stadtbefestigung
- „Pastewnik“-Freilichtmuseum.

## Söhne und Töchter der Stadt
- Fryderyk Bauman (unbekannt–1845 in Przeworsk), Architekt und Stuckateur
- Leon Weissberg (1895–1943), Maler und Expressionist der Verschollenen Generation
- Zygmunt Mycielski (1907–1987), polnischer Komponist
- Roman Reinfuss (1910–1998), polnischer Ethnograph
- Andrzej Sztolf (1941–2012), polnischer Skispringer
- Jan Bury (* 1963), polnischer Politiker